# Panagiotis Karkanas
Panagiotis „Takis“ Karkanas (griechisch Παναγιώτης Καρκάνας, * 1963) ist ein griechischer Archäologe auf dem Gebiet der Geoarchäologie.
Karkanas erwarb 1986 an der Universität Athen einen Bachelor in Geologie, befasste sich anschließend mit der Geologie von Sedimentbecken und erwarb 1994 an der Universität Athen einen Ph.D. in Mineralogie, Petrologie und Geochemie. Von 1994 bis 2014 arbeitete er als Geologe für die Ephorie für Paläoanthropologie und Speläologie, eine Einrichtung des griechischen Kultusministeriums. Von 2004 bis 2013 lehrte Karkanas an der Charokopio-Universität in Athen, seit 2014 ist er an der American School of Classical Studies at Athens Direktor des Malcolm H. Wiener Laboratory of Archaeological Sciences, das sich vor allem mit Fragen der Bioarchäologie, Geoarchäologie, Archäobotanik und Zooarchäologie befasst. Er betreibt oder betrieb Feldforschung in Südafrika, Ungarn, Albanien, Zypern, Israel, China, Spanien und Frankreich.
Karkanas gehört oder gehörte zu den Herausgebern von Geoarchaeology, Journal of Human Evolution und The Encyclopedia of Geoarchaeology. Er ist (Stand 2017) Autor von mehr als 120 wissenschaftlichen Publikationen. Er hat (Stand Dezember 2018) einen h-Index von 37. 2017 wurde Karkanas als ausländisches Ehrenmitglied in die American Academy of Arts and Sciences, 2018 als ausländisches Mitglied in die National Academy of Sciences gewählt.

## Schriften
- Εισαγωγή στη γεωαρχαιολογία (Einführung in die Geoarchäologie). Nefeli, Athen 2010, ISBN 978-960-211-949-5.
- mit Paul Goldberg: Reconstructing Archaeological Sites: Understanding the Geoarchaeological Matrix. Wiley-Blackwell, Oxford 2018, ISBN 978-1-119-01640-3.
- mit Anastasia Papathanasiou, William A. Parkinson, Daniel J. Pullen und Michael L. Galaty (Hrsg.): Neolithic Alepotrypa Cave in the Mani, Greece. Oxbow, Oxford 2018, ISBN 978-1-78570-648-6.